# 高針荒田
高針荒田（たかばりあらた）は、愛知県名古屋市名東区の地名。丁番を持たない単独町名である。住居表示未実施。

## 地理
名古屋市名東区の南西部に位置し、東は高針原、西は藤巻町、北は山香町、南は天白区植田山に接する。

## 歴史

### 沿革
- 2011年（平成23年）10月15日 - 名東区猪高町大字高針（字荒田・字大久手）・山香町・藤巻町2〜3丁目および天白区植田山三丁目の各一部により、名東区高針荒田として成立[WEB 1]。

## 世帯数と人口
2019年（平成31年）4月1日現在の世帯数と人口は以下の通りである。
| 町丁     | 世帯数  | 人口    |
| -------- | ------- | ------- |
| 高針荒田 | 421世帯 | 1,212人 |

### 人口の変遷
国勢調査による人口の推移
| 2015年（平成27年） | 1157人 |  |

## 学区
市立小・中学校に通う場合、学校等は以下の通りとなる。また、公立高等学校に通う場合の学区は以下の通りとなる。なお、高針荒田は小・中学校で学校選択制度を導入しており、小学校は西山小学校及び牧の原小学校、中学校は神丘中学校及び牧の池中学校より選択できる。
| 小学校                                     | 中学校                                     | 高等学校 |
| ------------------------------------------ | ------------------------------------------ | -------- |
| 名古屋市立西山小学校名古屋市立牧の原小学校 | 名古屋市立神丘中学校名古屋市立牧の池中学校 | 尾張学区 |

## 施設
- 名古屋高速2号東山線高針料金所
- あらた公園

2010年（平成22年）10月1日開園の0.14ヘクタールの公園。

## その他

### 日本郵便
- 郵便番号 : 465-0069[WEB 4]（集配局：名東郵便局[WEB 10]）。

### WEB
1. 1 2  名古屋市役所市民経済局地域振興部住民課町名表示係 (2013年6月6日). “名東区及び天白区の一部で区界及び町名・町界変更を実施(平成23年10月15日実施)”.   名古屋市. 2018年2月11日閲覧。
2. ↑  “愛知県名古屋市名東区の町丁・字一覧”.   人口統計ラボ. 2019年5月4日閲覧。
3. 1 2  “町・丁目(大字)別、年齢(10歳階級)別公簿人口(全市・区別)”.   名古屋市 (2019年4月22日). 2019年4月23日閲覧。
4. 1 2  “郵便番号”.  日本郵便. 2019年3月17日閲覧。
5. ↑  “市外局番の一覧”.   総務省. 2019年1月6日閲覧。
6. ↑  名古屋市役所市民経済局地域振興部住民課町名表示係 (2015年10月21日). “名東区の町名一覧”.   名古屋市. 2017年10月7日閲覧。
7. ↑  名古屋市役所総務局企画部統計課統計係 (2017年7月7日). “平成27年国勢調査　名古屋の町(大字)別・年齢別人口” (xls). 2017年10月8日閲覧。
8. ↑  “市立小・中学校の通学区域一覧”.   名古屋市 (2018年11月10日). 2019年1月14日閲覧。
9. ↑  “平成29年度以降の愛知県公立高等学校（全日制課程）入学者選抜における通学区域並びに群及びグループ分け案について”.   愛知県教育委員会 (2015年2月16日). 2019年1月14日閲覧。
10. ↑  “郵便番号簿 2018年度版” (PDF).   日本郵便. 2019年4月23日閲覧。

### 文献
1. ↑   “名古屋市立小・中学校の通学区域一覧(名東区)”. 2023年5月28日閲覧。
2. ↑  名古屋市緑政土木局緑地部緑地管理課 2017, pp. 150–151.